# Bulbophyllum frustrans
Bulbophyllum frustrans là một loài phong lan thuộc chi Bulbophyllum.